# Borbjerg Sogn
Borbjerg Sogn er et sogn i Holstebro Provsti (Viborg Stift).
I 1800-tallet var Borbjerg Sogn et selvstændigt pastorat. Det hørte til Hjerm Herred i Ringkøbing Amt. Borbjerg sognekommune blev ved kommunalreformen i 1970 indlemmet i Holstebro Kommune.
I Borbjerg Sogn ligger Borbjerg Kirke. Hogager Kirke blev i 1899 indviet som filialkirke til Borbjerg Kirke, og Hogager blev et kirkedistrikt i Borbjerg Sogn. I 2010 blev Hogager Kirkedistrikt udskilt som det selvstændige Hogager Sogn.
I Borbjerg og Hogager sogne findes følgende autoriserede stednavne:
- Abildholt (bebyggelse)
- Albæk (vandareal)
- Birkmose (areal)
- Borbjerg (bebyggelse, ejerlav)
- Borbjerg Kirkeby (bebyggelse)
- Borbjerg Plantage (areal)
- Brunbjerg (bebyggelse)
- Brødbæk (bebyggelse, ejerlav)
- Bøgild (bebyggelse, ejerlav)
- Fleng (bebyggelse)
- Green (bebyggelse)
- Hajslund (bebyggelse)
- Hogager (bebyggelse)
- Hvam (bebyggelse)
- Hvam Mejeriby (bebyggelse)
- Hvidmose (areal)
- Kjeldsmark (bebyggelse, ejerlav)
- Kragager (bebyggelse)
- Langjord Huse (bebyggelse)
- Møllesø (vandareal)
- Nørre Hvam (bebyggelse)
- Pjarris Mose (areal)
- Risum (bebyggelse)
- Savstrup (bebyggelse)
- Skave (bebyggelse)
- Skave Bæk (vandareal)
- Sønder Hvam (bebyggelse)
- Tinkerdal (bebyggelse)
- Tinkerdal Huse (bebyggelse)
- Tinkerdal Mose (areal)
- Trabjerg (bebyggelse, ejerlav)